# Hahn (Mondkrater)
Der Mondkrater Hahn liegt am nordöstlichen Rand des Mondes. Südöstlich liegt der Krater Berosus.
| Buchstabe | Position           | Durchmesser | Link |
| --------- | ------------------ | ----------- | ---- |
| A         | 29,64° N, 69,69° O | 18 km       |      |
| B         | 31,36° N, 76,91° O | 17 km       |      |
| D         | 27,39° N, 68,43° O | 15 km       |      |
| E         | 27,64° N, 69,94° O | 15 km       |      |
| F         | 32,15° N, 72,88° O | 26 km       |      |